# Sebesláz
Sebesláz, 1910-ig Láz (románul: Laz, németül: Laas) falu Romániában, Erdélyben, Fehér megyében.

## Nevének eredete
A szláv eredetű, mind a magyarban, mind a románban meghonosodott láz/laz szó erdei tisztást, kaszálót jelent. A falut először 1357-ben említették, Laz alakban.

## Fekvése
Szászsebestől 11 km-re délre, a Sebes folyó jobb partján, a Kudzsiri-havasok peremén fekszik. Határának 38%-a erdő, 27%-a legelő, 9%-a szántóföld és 9%-a kaszáló.

## Népessége
- 1850-ben 546 ortodox vallású román lakosa volt.
- 1910-ben 710 lakosából 699 volt román, öt magyar és öt egyéb anyanyelvű; 694 ortodox, kilenc római és hat görögkatolikus vallású.
- 2002-ben 422 lakosából 421 volt román nemzetiségű; 408 ortodox és hét pünkösdi vallású.

## Története
A sebeshelyi uradalom román faluja volt Fehér, majd Alsó-Fehér vármegyének a Királyföld által körülzárt exklávéjában. A környéken szegény falunak számított. Híres volt üvegikonfestése. Az első datált üvegikont Ion Zugravu készítette 1740-ben, az utolsó lázi mester, Aurel Rodean pedig 1938-ban halt meg. 1872 és 1965 között lakói közül sokan foglalkoztak fakitermeléssel és tutajozással a Sebes folyón. 1876-ban Szeben vármegyéhez csatolták.

## Látnivalók
- A falutól keletre, egy 450 m magas hegycsúcson 11. századi határvár gyűrű alakú sánca látható.